# Rue de l'Abreuvoir (Antony)
Pour les articles homonymes, voir Rue de l'Abreuvoir.
La rue de l'Abreuvoir est une voie de la commune française d'Antony dans les Hauts-de-Seine.

## Situation et accès

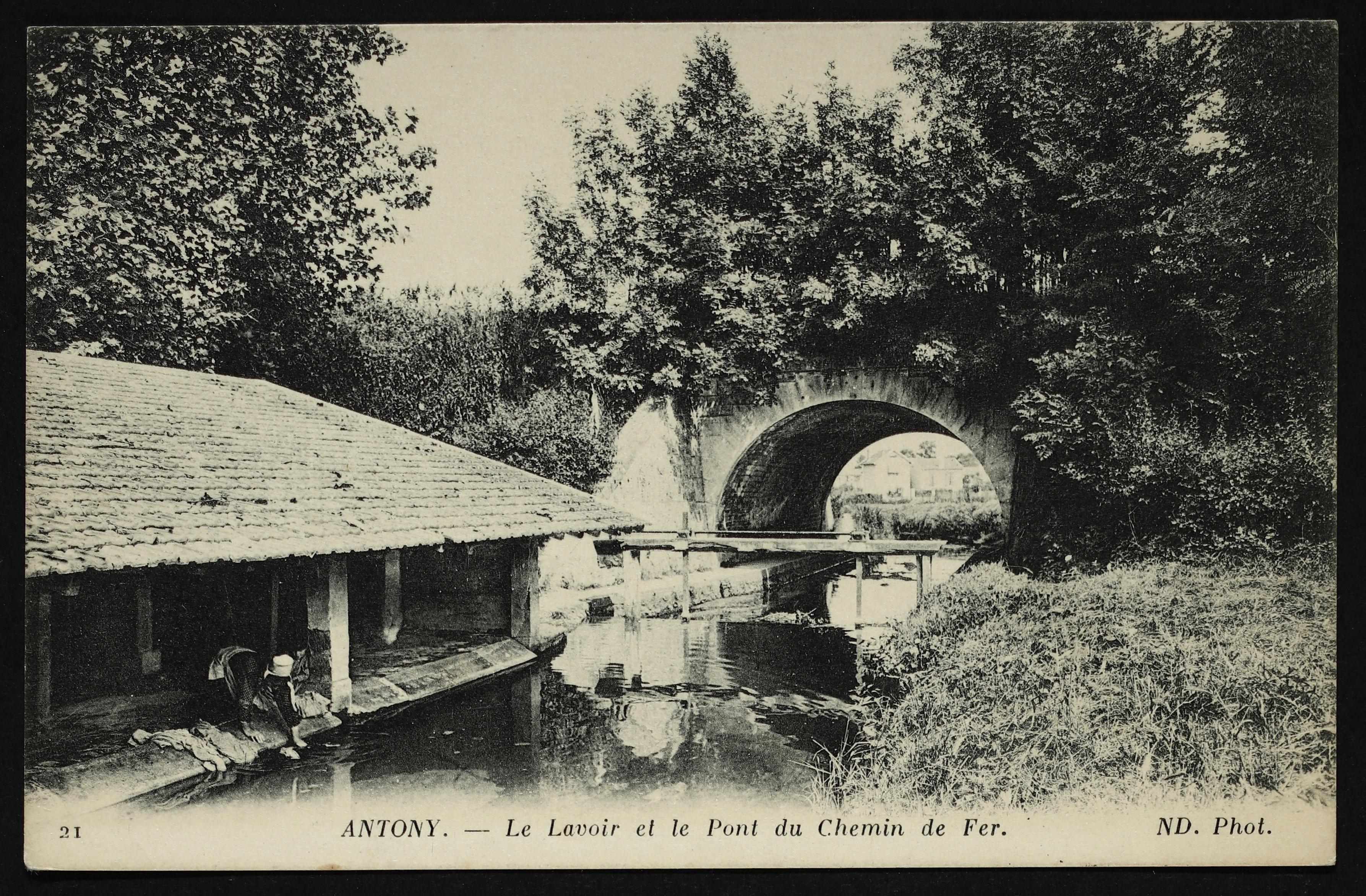
Le lavoir et le pont du chemin de fer, aujourd'hui « passage de la Bièvre ».

La rue de l'Abreuvoir, d'une longueur de 400 mètres relie la rue Joseph-Delon, devant le pont de la ligne de Sceaux où passe le RER B, à la rue Prosper-Legouté.
La circulation automobile est à sens unique de la rue Prosper-Legouté vers la rue Joseph-Delon.
La voie ferrée franchit à cet endroit un passage piétonnier, dit « passage de la Bièvre », permettant de rejoindre la rue Céline. Ce passage est le fruit du remblaiement de la rivière.
Depuis la rue Joseph-Delon, cette voie rencontre, sur la droite :
- la rue Fondouze ;
- l'allée des Érables ;
- la rue Prosper-Legouté

et sur la gauche :
- l'allée des Ormeaux ;
- la rue de la Prairie.

## Origine du nom

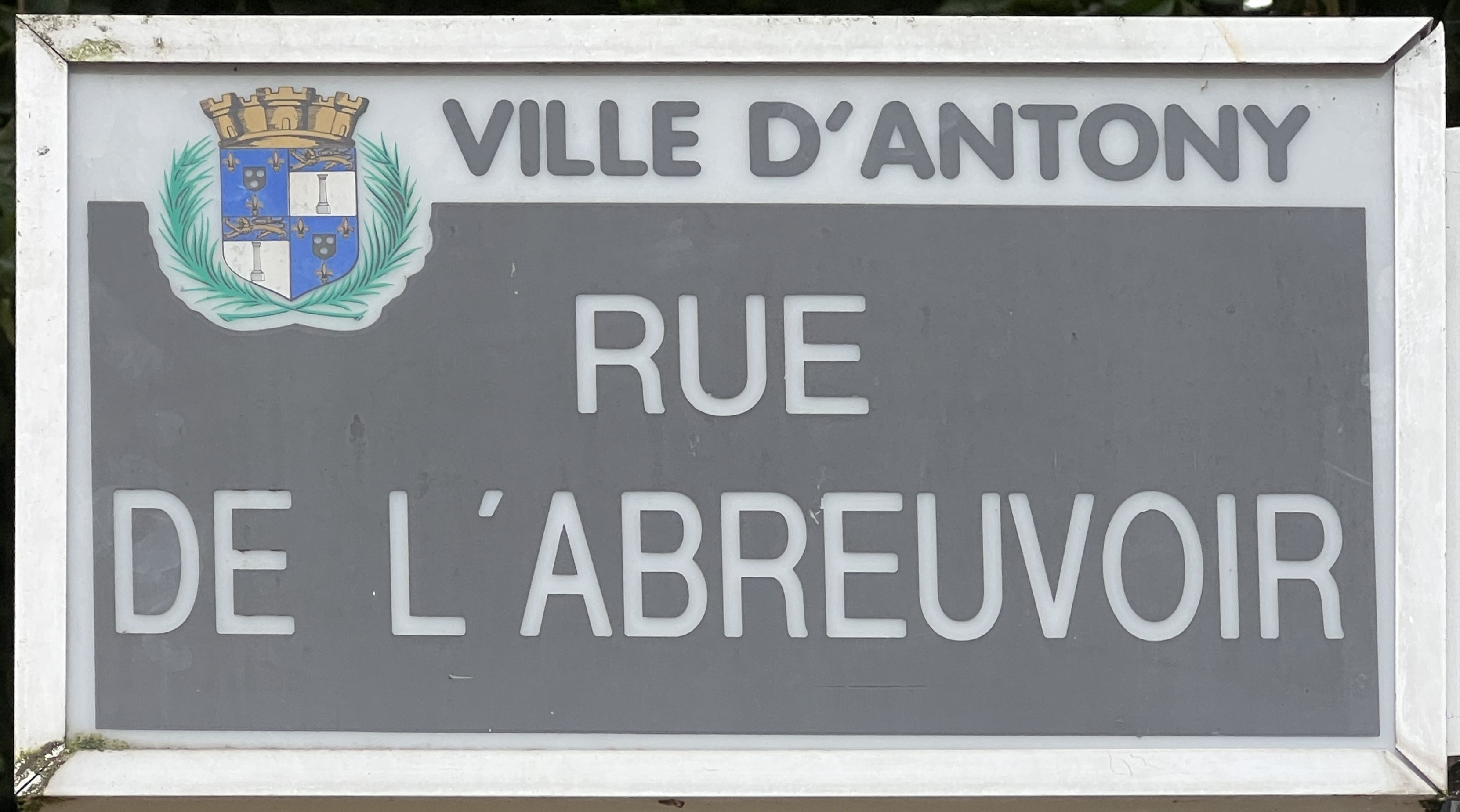
Plaque de la rue.

Cette rue tient son nom du lieu-dit « les Prés de l'abreuvoir », c'est-à-dire le gué. C'est en effet à cet endroit que l'on pouvait traverser la Bièvre à gué, avant qu'un pont soit construit. C'est à proximité que se trouvait le relais pour les chevaux qui venaient s'abreuver à cet endroit.

## Historique
La rue a été en partie construite le long de la Bièvre qui a été enterrée à cet endroit dans les années 1950. Elle longe les immeubles qui ont été construits dans l'ancien parc du château d'Antony. Cet endroit inondable a été asséché et en 1972, des immeubles HLM ont été construits.
Une partie du parc du château est restée privée jusqu'en 1995 où, à la suite d'une enquête d'utilité publique, elle a été intégrée d'office au domaine communal. Le 25 novembre 1998, le Premier ministre décrète en effet que « La partie privée de la rue de l'Abreuvoir située dans l'ensemble d'habitations dénommé Parc du Château, sur le territoire de la commune d'Antony, est transférée dans le domaine public de la commune et classée dans la catégorie des voies communales. ».

## Pour approfondir